# Lycodes luetkenii
Lycodes luetkenii és una espècie de peix de la família dels zoàrcids i de l'ordre dels perciformes.

## Morfologia
- Els mascles poden assolir 35,5 cm de longitud total.[4][5]

## Alimentació
Menja invertebrats i peixos.

## Hàbitat
És un peix marí i d'aigües profundes que viu entre 839-1.463 m de fondària.

## Distribució geogràfica
Es troba des de l'oceà Àrtic fins a l'Atlàntic nord-oriental: des de Nunavut i Groenlàndia fins a Spitsbergen.

## Costums
És bentònic.

## Observacions
És inofensiu per als humans.